# Társadalomtudományi Könyvtár (Gondolat)
A Társadalomtudományi Könyvtár egy magyar nyelvű társadalomtudományi könyvsorozat volt, amelynek kötetei az 1970-es és 1980-as években jelentek meg a Gondolat Kiadó gondozásában. Az egyes kötetek a következők voltak:
- B. A. Grusin: A vélemények világa, 1971
- Kurt Lewin: A mezőelmélet a társadalomtudományban, 1972
- Peschka Vilmos: A modern jogfilozófia alapproblémái, 1972
- Gunnar Myrdal: Korunk kihívása: a világszegénység, 1974
- Dolgij – Levinszon: Történelem és filozófia, 1974
- Jurij Davidov: A művészet és az elit, 1975
- Lackó Miklós: Válságok-választások, 1975
- Grahame Clark: A világ őstörténete, 1976
- Losonczi Ágnes: Az életmód az időben, a tárgyakban és az értékekben, 1977
- Gordon W. Allport: Az előítélet, 1977
- Pierre Bourdieu: A társadalmi egyenlőtlenségek újratermelődése, 1978
- Láng János: A mitológia kezdetei, 1979
- Robert King Merton: Társadalomelmélet és társadalmi struktúra, 1980
- Ferge Zsuzsa: Társadalompolitikai tanulmányok, 1980
- Erving Goffman: A hétköznapi élet szociálpszichológiája, 1981
- Goldziher Ignác: Az iszlám kultúrája I–II., 1981
- Tárkány Szücs Ernő: Magyar jogi népszokások, 1981
- Huszár Tibor: A társadalmi magatartás előrejelzése, 1983
- Ferdinand Tönnies: Közösség és társadalom, 1983
- Róheim Géza: Primitív kultúrák pszichoanalitikus vizsgálata, 1984
- David S. Landes: Az elszabadult Prométheusz, 1986
- Jürgen Habermas: A társadalmi nyilvánosság szerkezetváltozása, 1971
- Jászi Oszkár – Bolgár Elek – Szabó Ervin – Rónai Zoltán: A szociológia első magyar műhelye I–II. – A Huszadik Század köre, 1973
- Georg Simmel: Válogatott társadalomelméleti tanulmányok, 1973
- Marc Bloch: A történelem védelmében, 1974
- Szűcs Jenő: Nemzet és történelem, 1974
- Polányi Károly: Az archaikus társadalom és a gazdasági szemlélet, 1976
- Arnold Gehlen: Az ember természete és helye a világban, 1976
- Alexander Gerschenkron: A gazdasági elmaradottság történelmi távlatból, 1984
- Witold Kula: A feudális rendszer gazdasági elmélete, 1985
- Georges Dumézil: Mítosz és eposz, 1986
- Aron Jakovlevics Gurevics: A középkori népi kultúra, 1987
- Philippe Ariès: Gyermek, család, halál, 1987
- Georg G. Iggers: A német historizmus, 1988
- Ernst Bloch: Korunk öröksége, 1989
- William Graham Summer: Népszokások. Szokások, erkölcsök, viselkedésmódok szociológiai jelentősége, 1978